# Un disco per l'estate 1966
In occasione de Un disco per l'estate 1966, terza edizione della manifestazione, la Rai decise di assumerne la gestione organizzativa, estromettendo l'A.F.I. e trattando direttamente con le singole case discografiche la lista dei partecipanti.
Il numero delle canzoni partecipanti aumenta ancora, e diventano 46, trasmesse a rotazione in radio a partire dal 20 aprile nel corso di due o tre appuntamenti quotidiani. La TV, come già avvenuto nell'edizione precedente, trasmette in maggio tre passerelle di presentazione delle 46 canzoni in gara.
Tra i partecipanti Luigi Tenco, che presentò una delle sue canzoni più note, Lontano, lontano, e la cantante torinese Silvana Aliotta, che nel decennio successivo divenne la voce solista dei Circus 2000, gruppo italiano di rock progressivo; entrambi, però, non superarono la fase iniziale.
Un'altra canzone che non passa il turno è Operazione sole di Peppino Di Capri, la prima canzone ska italiana (insieme a Scrivi, ti prego di Silvano Silvi).
La fase finale della manifestazione si svolse a Saint Vincent dal 9 all'11 giugno, nel corso di tre serate (due semifinali e una finale) trasmesse in diretta alla radio e in TV. I presentatori furono Corrado, Nicoletta Orsomando e Mascia Cantoni.
A livello di vendite discografiche, il disco di maggior successo fu di gran lunga Tema dei Giganti, che nella classifica finale si piazzò al terzo posto, seguito da L'uomo d'oro di Caterina Caselli; furono invece deludenti le vendite della canzone vincitrice, Prima c'eri tu.

## Elenco delle canzoni partecipanti alla prima fase
In grassetto le 20 canzoni finaliste
- - Mario Abbate: Mare d'estate (testo di Renato Fiore; musica di Enzo Barile) - Vis Radio
  - Silvana Aliotta: Luglio e agosto (testo di Vincenzo D'Acquisto; musica di Vittorio Sforzi e Gino Mazzocchi) - Odeon
  - Lucia Altieri: Thanks (testo di Sergio Paolini e Stelio Silvestri; musica di Matteo Marletta) - Silver
  - Tony Astarita: La cotta (testo di Pinchi; musica di Giuseppe Fanciulli e Adriano Della Giustina) - King
  - Raf Belmonte: Era un ragazzo (testo di Pantros; musica di Armando Sciascia) - Vedette
  - Orietta Berti: Quando la prima stella (testo di Mogol e Vito Pallavicini; musica di Giancarlo Colonnello e Gianfranco Intra) - Polydor
  - Paola Bertoni: Accompagnami a casa (testo di Alberto Testa; musica di Gorni Kramer) - MRC
  - Fred Bongusto: Prima c'eri tu (testo di Mogol e Vito Pallavicini; musica di Giovanni Locatelli) - Fonit
  - Pat Capogrossi: Mai, mai, nessuno mai (testo di Primo Del Comune; musica di Gino Mescoli) - Style
  - Caterina Caselli: L'uomo d'oro (testo di Daniele Pace; musica di Alceo Guatelli e Mario Panzeri) - CGD
  - Gian Costello: Ed in cambio tu (testo e musica di Gianni Meccia) - Pathé
  - Tony Cucchiara: Se vuoi andare vai (testo di Tony Cucchiara; musica di Tony Cucchiara e Franco Zauli)- Sprint
  - Betty Curtis: Le porte dell'amore - CGD
  - Mara Danesi: Quando non sorridi più - Fonit
  - Silvano D'Angiò: Ti perderai - Diagram
  - Giorgio Davide: Giusto - Columbia
  - Tony Del Monaco: Se la vita è così - CGD
  - Peppino Di Capri: Operazione sole - Carisch
  - Pino Donaggio: Svegliati amore - Columbia
  - Mirna Doris: Tu non meriti - Vis Radio
  - Nino Fiore: Suonno 'e pescatore - KappaO
  - Jimmy Fontana: Cammina cammina - (testo di Gianni Boncompagni e Luigi Tenco; musica di Jimmy Fontana e Carlo Pes) - RCA Italiana
  - Peppino Gagliardi: Voglio sapere - Jolly
  - Ricky Gianco: Oggi - Dischi Ricordi
  - I Giganti: Tema - Ri-Fi
  - Wilma Goich: Attenti all'amore - Dischi Ricordi
  - I Grisbi: Dimmi bambina (testo di Domenico Surace; musica Franco Zauli e Consiglia De Majo) - Sabrina
  - Isabella Iannetti: L'amore nei ragazzi come noi (testo di Mogol e Gianni Argenio; musica di Corrado Conti e Franco Cassano) - Durium
  - Anna Identici: Una lettera al giorno - Ariston Records
  - Claudio Lippi: Se tu vuoi (testo e musica di Daniele Pace e Mario Panzeri) Bluebell
  - Louiselle: Il pontile - ARC
  - Anna Marchetti: La rapsodia del vecchio Liszt (testo di Luciano Beretta; musica di Gianni Fallabrino) - Meazzi
  - Milena: Un debito di baci - Carosello
  - Alberto Minardi: Dici che ti piaccio - Dischi Ricordi
  - Natalino: La doccia - Italdisc
  - Diego Peano: You and me - Jaguar
  - Memo Remigi: Mi credono povero (testo di Alberto Testa; musica di Memo Remigi) - Ri-Fi
  - Nini Rosso: Concerto per un addio - Sprint
  - Flo Sandon's: Bevi con me - R.T.Club
  - Leo Sardo: Panna cioccolato e fragola (testo di Vito Pallavicini; musica di Gino Mescoli) - Style
  - Scooters: La motoretta - Jolly
  - Franco Talò: Io ti dedico amore - Meazzi
  - Luigi Tenco: Lontano, lontano (testo e musica di Luigi Tenco) - RCA Italiana
  - Franco Tozzi: Non vorrei volerti bene (testo di Alberto Testa; musica di Eros Sciorilli e Lorenzo Tolu) - Fonit
  - Salvatore Vinciguerra: Stazione sud (testo di Marisa Terzi; musica di Carlo Alberto Rossi) - CAR Juke Box
  - Iva Zanicchi: Fra noi (è finita così) (testo di Albula; musica di Arrigo Amadesi) - Ri-Fi

## Elenco delle canzoni partecipanti alla seconda fase - Prima serata (9 giugno 1966)
In grassetto le 5 canzoni finaliste
- - Mario Abbate: Mare d'estate - Vis Radio
  - Lucia Altieri: Thanks - Silver
  - Fred Bongusto: Prima c'eri tu - Fonit
  - Caterina Caselli: L'uomo d'oro - CGD
  - Mara Danesi: Quando non sorridi più - Fonit
  - I Giganti: Tema - Ri-Fi
  - Isabella Iannetti: L'amore nei ragazzi come noi - Durium
  - Anna Marchetti: La rapsodia del vecchio Liszt - Meazzi
  - Nini Rosso: Concerto per un addio - Sprint
  - Leo Sardo: Panna cioccolato e fragola - Style

## Elenco delle canzoni partecipanti alla seconda fase - Seconda serata (10 giugno 1966)
In grassetto le 5 canzoni finaliste
- - Orietta Berti: Quando la prima stella - Polydor
  - Tony Cucchiara: Se vuoi andare vai - Sprint
  - Betty Curtis: Le porte dell'amore - CGD
  - Tony Del Monaco: Se la vita è così - CGD
  - Nino Fiore: Suonno 'e pescatore - KappaO
  - Wilma Goich: Attenti all'amore - Dischi Ricordi
  - Louiselle: Il pontile - ARC
  - Scooters: La motoretta - Jolly
  - Franco Tozzi: Non vorrei volerti bene - Fonit
  - Iva Zanicchi: Fra noi (è finita così) - Ri-Fi

## Classifica finale (terza serata - 11 giugno 1966)
1. Prima c'eri tu - Fred Bongusto - Fonit (2201 voti)
2. Se la vita è così - Tony Del Monaco - CGD (2045 voti)
3. Tema - I Giganti - Ri-Fi (2020 voti)
4. L'uomo d'oro - Caterina Caselli - CGD (1920 voti)
5. Attenti all'amore - Wilma Goich - Dischi Ricordi (1894 voti)
6. Fra noi (è finita così) - Iva Zanicchi - Ri-Fi (1770 voti)
7. La rapsodia del vecchio Liszt - Anna Marchetti - Meazzi (1734 voti)
8. Le porte dell'amore - Betty Curtis - CGD (1665 voti)
9. Se vuoi andare vai - Tony Cucchiara - Sprint (1561 voti)
10. Thanks - Lucia Altieri - Silver (1558 voti)

## Numero di cantanti per etichetta discografica
- CGD: 3 cantanti
- Dischi Ricordi: 3 cantanti
- Fonit: 3 cantanti
- Ri-Fi: 3 cantanti
- Columbia: 2 cantanti
- Jolly: 2 cantanti
- Meazzi: 2 cantanti
- RCA Italiana: 2 cantanti
- Sprint: 2 cantanti
- Style: 2 cantanti
- Vis Radio: 2 cantanti
- ARC: 1 cantante
- Ariston Records: 1 cantante
- Bluebell: 1 cantante
- Carisch: 1 cantante
- CAR Juke Box: 1 cantante
- Curci: 1 cantante
- Diagram: 1 cantante
- Durium: 1 cantante
- Italdisc: 1 cantante
- Jaguar: 1 cantante
- Kappa-O: 1 cantante
- King: 1 cantante
- MRC: 1 cantante
- Odeon: 1 cantante
- Pathé: 1 cantante
- Polydor: 1 cantante
- RT Club: 1 cantante
- Sabrina: 1 cantante
- Silver: 1 cantante
- Vedette: 1 cantante